# Abhidharma
Abhidharma (sanskr.; pali abhidhamma; chiń. 阿毘達磨 ebidamo; kor. 아비달마 abidarma; jap. apidarma, ahitatsuma; wiet. a-tì-đạt-ma) – termin znaczący właściwie „o dharmie”, tradycyjnie tłumaczony jednak jako „Najwyższa Dharma”.
Pojęcie to definiowano odmiennie w różnych okresach rozwoju buddyzmu. Wasubandhu, jeden z największych autorytetów wczesnego buddyzmu, definiował to pojęcie w Abhidharmakośa (Skarbiec Abhidharmy) jako czystą intuicyjną wiedzę, czyste intuicyjne poznanie dharm wraz z uzupełniającymi dyscyplinami (prajñāmalā sānucārabhidharma). Nieco dalej poszedł Asanga, który opisał abhidharmę jako najbliższe, gruntowne (abhimukhata) i trwałe (ābhkşnyāt) postrzeżenie natury istnienia. Jest ona także próbą poszukiwania głębszego znaczenia nauk Buddy (sanskr. sūtrātha) i w końcu służy jako środek powstrzymania i starcia skaz (pali asava, sanskr. aśrava) czy też skalań (pali kilesa, sanskr. klesia).
Literatura abhidharmy jest bardzo obfita; przyczyniły się do tego zwłaszcza dwie szkoły hinajany: theravadinów i sarvastivadinów. Dla innych szkół, jak na przykład sautrantików, abhidharma w ogóle nie jest słowem Buddy.

## Abhidharma jako reprezentatywna psychologia Wschodu
Religie Wschodu są obfitym źródłem złożonych koncepcji psychologicznych. Mimo iż religie te znacznie różnią się między sobą pod względem wierzeń i przedstawianej wizji świata, to prezentowane w nich systemy psychologiczne są do siebie zbliżone. Według niektórych psychologów Zachodu
Abhidharma stanowi system psychologiczny typowy dla Wschodu, bardzo usystematyzowany i skomplikowany, zawierający wiele dobrze sformułowanych koncepcji psychologicznych. Przedstawiając oryginalne poglądy Buddy na naturę ludzką, reprezentuje nauki psychologiczne typowe nie tylko dla buddyzmu, lecz wspólne wszystkim religiom Wschodu.